# Hoya de Huesca
Hoya de Huesca (arag. Plana de Uesca, kat. Foia d'Osca) – comarca w Hiszpanii, w Aragonii. Większość okręgu znajduje się w prowincji Huesca, ale dwie gminy leżą w prowincji Saragossa (Murillo de Gallego i Santa Eulalia de Gallego). Stolicą comarki jest Huesca, z 52 443 mieszkańcami jest jej największym miastem. Comarca ma powierzchnię 2518,1 km². Mieszka w niej 68 484 obywateli.
Gospodarka oparta jest głównie na rolnictwie i hodowli zwierząt. Przemysł jest głównie na metalurgiczny. Wśród najważniejszych atrakcji jest znajdująca się w stolicy XIII-wieczna Katedra i średniowieczne miasto Loarre.

## Gminy
Comarca dzieli się na 40 gmin.
Agüero, Albero Alto, Alcalá de Gurrea, Alcalá del Obispo, Alerre, Almudévar, Angüés, Antillón, Argavieso, Arguis, Ayerbe, Banastás, Biscarrués, Blecua y Torres, Casbas de Huesca, Chimillas, Gurrea de Gállego, Huesca, Ibieca, Igriés, Loarre, Loporzano, Loscorrales, Lupiñén-Ortilla, Monflorite-Lascasas, Murillo de Gállego, Novales, Nueno, Las Peñas de Riglos, Pertusa, Piracés, Quicena, Salillas, Santa Eulalia de Gállego, Sesa, Siétamo, La Sotonera, Tierz, Tramaced, Vicién.